# Typhonium praecox
Typhonium praecox är en kallaväxtart som beskrevs av Jin Murata. Typhonium praecox ingår i släktet Typhonium och familjen kallaväxter. Inga underarter finns listade.